# Canninefates
Els canninefates (en llatí: Canninefates) eren probablement una tribu germànica del poble dels bataus, més que no pas un grup separat. Vivien a la Insula Batavorum, al delta del Rin, de la qual ocupaven la part occidental. La seva capital es deia Forum Hadriani.
Tiberi els va sotmetre, en temps d'August. A l'època de Vitel·li es van revoltar juntament amb els bataus i els frisons en la rebel·lió de Juli Civilis (69-70) i dirigits pel seu cap Brinnó, però van resultar derrotats.